# Jiřina Nekolová
Jiřina Nekolová (* 30. Dezember 1931 in Prag; † 25. Mai 2011 in Kolín) war eine tschechoslowakische Eiskunstläuferin, die im Einzellauf startete.
Nekolová nahm in den Jahren 1947 bis 1950 an allen Welt- sowie von 1947 bis 1949 an allen Europameisterschaften teil. Bei den Europameisterschaften wurde sie 1947 Fünfte und 1948 und 1949 Vierte. Bei den Weltmeisterschaften wurde sie 1947 Zehnte, 1949 Vierte und 1950 Achte. Ihren größten Erfolg hatte sie bei der Weltmeisterschaft 1948 in Davos. Sie gewann dort die Bronzemedaille hinter Barbara Ann Scott und Eva Pawlik. Ihre einzigen Olympischen Spiele beendete sie 1948 in St. Moritz auf dem vierten Platz, knapp vor ihrer Landsfrau und Konkurrentin Alena Vrzáňová, der Weltmeisterin der folgenden beiden Jahre.
Sie verließ die ČSSR und wurde Star der Wiener Eisrevue. Am Rande der Dreharbeiten zum Film Spionage lernte sie Regisseur Franz Antel kennen. Im Jahr 1956 trat sie dann in einer Nebenrolle in Antels Eisrevuefilm Symphonie in Gold auf. 1960 heiratete sie den Filmproduzenten Peter Bamberger.

## Ergebnisse
| Wettbewerb / Jahr       | 1947 | 1948 | 1949 | 1950 |
| ----------------------- | ---- | ---- | ---- | ---- |
| Olympische Winterspiele |      | 4.   |      |      |
| Weltmeisterschaften     | 10.  | 3.   | 4.   | 8.   |
| Europameisterschaften   | 5.   | 4.   | 4.   |      |